# Магамуду Кере
Магамуду Кере (фр. Mahamoudou Kéré, нар. 2 січня 1982, Уагадугу) — буркінійський футболіст, що грав на позиції центрального захисника, зокрема за бельгійський «Шарлеруа», а також національну збірну Буркіна-Фасо.

## Клубна кар'єра
У дорослому футболі дебютував 1997 року виступами за команду «Сантос» (Уагадугу), в якій провів один сезон, взявши участь у 24 матчах чемпіонату. 
Був помічений скаутами «Шарлеруа» і 1998 року уклав контракт із цим бельгійським клубом. Протягом свого другого сезону у Бельгії вже був одним з основних центральних захисників команди, і провів у цьому статусі загалом одинадцять сезонів.
Залишивши «Шарлеруа» у 2010 році, три сезони провів у Туреччині, де грав спочатку за «Коньяспор», а згодом за «Самсунспор».
Завершував ігрову кар'єру у Бельгії у 2013–2015 роках, провівши по сезону за друголігові «Брюссель» та «Монс».

## Виступи за збірну
2000 року дебютував в офіційних матчах у складі національної збірної Буркіна-Фасо.
У складі збірної був учасником чотирьох розіграшів Кубка африканських націй —  2000 року в Гані та Нігерії, 2004 року в Тунісі, 2010 року в Анголі, а також 2012 року в Габоні та Екваторіальній Гвінеї.
Загалом протягом кар'єри у національній команді, яка тривала 13 років, провів у її формі 50 матчів, забивши 2 голи.